# دوغلاس خان
دوغلاس خان (بالإنجليزية: Douglas Kahn)‏ هو فنان صوت ‏ أسترالي، ولد في 1951.

## وصلات خارجية
- الموقع الرسمي